# Velîka Racea, Radomîșl
Velîka Racea (în ucraineană Велика Рача) este localitatea de reședință a comunei Velîka Racea din raionul Radomîșl, regiunea Jîtomîr, Ucraina.

## Demografie
Componența lingvistică a localității Velîka Racea
     Ucraineană (98,91%)
     Rusă (1,09%)
Conform recensământului din 2001, majoritatea populației localității Velîka Racea era vorbitoare de ucraineană (98,91%), existând în minoritate și vorbitori de rusă (1,09%).